# Janików (powiat kozienicki)
Janików – wieś sołecka w Polsce położona w województwie mazowieckim, w powiecie kozienickim, w gminie Kozienice. Leży przy drodze krajowej nr 48.
| SIMC    | Nazwa           | Rodzaj                 |
| ------- | --------------- | ---------------------- |
| 0627466 | Janików-Folwark | część wsi (do 2023 r.) |
| 0627472 | Paryż           | część wsi              |

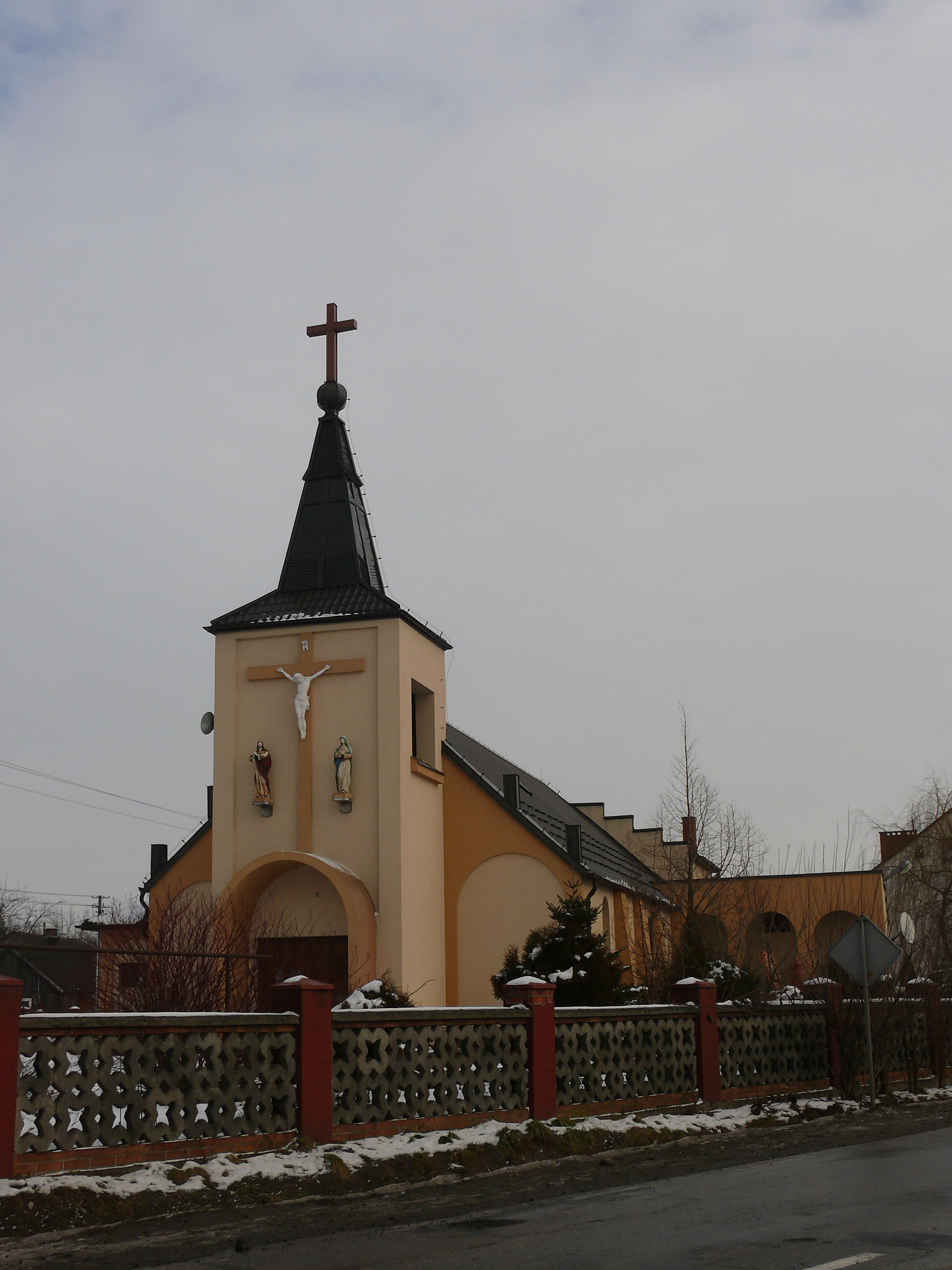
Kościół w Janikowie

Janików jest siedzibą rzymskokatolickiej  parafii św. Maksymiliana Kolbe.
Był wsią klasztoru benedyktynów sieciechowskich w województwie sandomierskim w ostatniej ćwierci XVI wieku.  W latach 1975–1998 miejscowość należała administracyjnie do województwa radomskiego.
3 listopada 1943 żandarmeria niemiecka zamordowała 16 mieszkańców wsi.